# Кстечки (Поддорський район)
Кстечки (рос. Кстечки) — присілок в Поддорському районі Новгородської області Російської Федерації.
Населення становить 11 осіб. Входить до складу муніципального утворення Белебелковське сільське поселення.

## Історія
Від 2004 року входить до складу муніципального утворення Белебелковське сільське поселення

## Населення
| 2010 |
| ---- |
| 11   |